# Johan Fredrik von Gröninger
Johan Fredrik von Gröninger, född 1654, död 18 juli 1730 i Fosie församling, Malmöhus län, var en svensk militär.

## Biografi
Johan Fredrik von Gröninger föddes 1654. Han var son till kaptenen Casper von Gröninger vid Södermanlands regemente och Anna Maria von Rülcken. von Gröninger blev 15 oktober 1666 student vid Uppsala universitet och senare kunglig page. Han blev 3 november 1674 fänrik vid drottningens livregemente till fots, 20 mars 1676 löjtnant, 28 februari 1678 regementskvartermästare och 27 november 1679 kapten med konfirmerad fullmakt 11 juli 1683. von Gröninger blev 3 april 1701 major,  27 september 1712 överstelöjtnant vid Västmanlands regemente och transporterad 30 mars 1717 till Västra Skånska infanteriregementet. Han tog avsked från tjänsten 29 maj 1718. von Gröninger avled 1730 i Fosie socken.

### Familj
von Gröninger var gift med Maria Ehrencrantz (född 1656), dotter av amiralitetsrådet Gudmund Ehrencrantz och Carin Larsdotter. Maria Ehrencrantz var änka efter sekreteraren Bengt Appelroth. von Gröninger Ehrencrantz fick tillsammans barnen överstelöjtnanten Casper Fredrik von Gröninger (1687–1771), Anna Catharina von Gröninger (född 1688) som var gift med kaptenen Zakarias Melin vid Upplands femmänningsinfanteriregemente, kaptenen Carl Gudmund von Gröninger (1689–1769) vid garnisonsregementet i Malmö, fänriken Rutger Johan von Gröninger (född 1690), Elisabet Maria von Gröninger (1691–1764) som var gift med ryttmästaren Fredrik Sigismund Balck och fältväbeln Otto Christer von Gröninger (1696–1713) vid Östra skånska infanteriregementet.